# Diócesis de Kavieng
La diócesis de Kavieng (en latín: Dioecesis Kaviengensis y en inglés: Roman Catholic Diocese of Kavieng) es una circunscripción eclesiástica de la Iglesia católica en Papúa Nueva Guinea. Se trata de una diócesis latina, sufragánea de la arquidiócesis de Rabaul. Desde el 24 de junio de 2023 su obispo es Roland Vunuvung.

## Territorio y organización
La diócesis tiene 23 000 km² y extiende su jurisdicción sobre los fieles católicos de rito latino residentes en las provincias de Manus y de Nueva Irlanda.
La sede de la diócesis se encuentra en la ciudad de Kavieng, en donde se halla la Catedral de Nuestra Señora del Sagrado Corazón de Jesús.
En 2023 en la diócesis existían 20 parroquias.

## Historia
El vicariato apostólico de Kavieng fue erigido el 5 de julio de 1957 mediante la bula Cum apostolicum del papa Pío XII, obteniendo el territorio del vicariato apostólico de Rabaul (hoy arquidiócesis).
El 15 de noviembre de 1966 el vicariato apostólico fue elevado a diócesis mediante la bula Laeta incrementa del papa Pablo VI.

## Estadísticas
Según el Anuario Pontificio 2024 la diócesis tenía a fines de 2023 un total de 115 000 fieles bautizados.
| Año                                                                             | Población            | Población | Población      | Sacerdotes | Sacerdotes    | Sacerdotes    | Bautizados por sacerdote | Diáconos permanentes | Religiosos | Religiosos | Parroquias |
| Año                                                                             | Bautizados católicos | Total     | % de católicos | Total      | Clero secular | Clero regular | Bautizados por sacerdote | Diáconos permanentes | Varones    | Mujeres    | Parroquias |
| ------------------------------------------------------------------------------- | -------------------- | --------- | -------------- | ---------- | ------------- | ------------- | ------------------------ | -------------------- | ---------- | ---------- | ---------- |
| 1970                                                                            | 33 144               | 81 000    | 40.9           | 24         |               | 24            | 1381                     |                      | 33         | 24         |            |
| 1980                                                                            | 42 455               | 89 000    | 47.7           | 24         | 3             | 21            | 1768                     |                      | 37         | 28         |            |
| 1990                                                                            | 57 382               | 118 682   | 48.3           | 20         | 5             | 15            | 2869                     |                      | 24         | 29         | 19         |
| 1999                                                                            | 68 940               | 143 000   | 48.2           | 23         | 11            | 12            | 2997                     |                      | 22         | 25         | 18         |
| 2000                                                                            | 65 784               | 145 000   | 45.4           | 21         | 13            | 8             | 3132                     |                      | 14         | 20         | 22         |
| 2001                                                                            | 66 500               | 159 000   | 41.8           | 21         | 13            | 8             | 3166                     |                      | 15         | 35         | 22         |
| 2002                                                                            | 67 500               | 167 000   | 40.4           | 19         | 11            | 8             | 3552                     |                      | 16         | 29         | 18         |
| 2003                                                                            | 70 000               | 170 000   | 41.2           | 16         | 12            | 4             | 4375                     |                      | 10         | 29         | 18         |
| 2004                                                                            | 79 000               | 180 000   | 43.9           | 20         | 13            | 7             | 3950                     |                      | 17         | 21         | 18         |
| 2006                                                                            | 79 000               | 180 000   | 43.9           | 16         | 11            | 5             | 4937                     |                      | 13         | 15         | 18         |
| 2013                                                                            | 96 560               | 185 000   | 52.2           | 25         | 18            | 7             | 3862                     |                      | 13         | 10         | 20         |
| 2016                                                                            | 102 900              | 197 000   | 52.2           | 29         | 24            | 5             | 3548                     |                      | 11         | 10         | 18         |
| 2019                                                                            | 107 000              | 205 000   | 52.2           | 20         | 20            |               | 5350                     |                      | 6          | 20         | 20         |
| 2021                                                                            | 111 000              | 213 000   | 52.1           | 19         | 19            |               | 5842                     |                      | 6          | 20         | 20         |
| 2023                                                                            | 115 000              | 221 000   | 52.0           | 19         | 19            |               | 6052                     |                      | 6          | 20         | 20         |
| Fuente: Catholic-Hierarchy, que a su vez toma los datos del Anuario Pontificio. |                      |           |                |            |               |               |                          |                      |            |            |            |

## Episcopologio
- Alfred Matthew Stemper, M.S.C. † (5 de julio de 1957-24 de octubre de 1980 renunció)
- Karl Hesse, M.S.C. † (24 de octubre de 1980-7 de julio de 1990 nombrado arzobispo de Rabaul)
- Ambrose Kiapseni, M.S.C. † (21 de enero de 1991-22 de junio de 2018 renunció)
- Rochus Josef Tatamai, M.S.C. (22 de junio de 2018-19 de junio de 2020 nombrado arzobispo de Rabaul)[nota 1]
  - Sede vacante (2020-2023)
- Roland Vunuvung, desde el 24 de junio de 2023